# Wesenitz
Die Wesenitz (obersorbisch Wjazońca) ist ein rechter Nebenfluss der Elbe in Sachsen. Der Name stammt von wjaz, dem obersorbischen Wort für die Ulme.

## Geografie

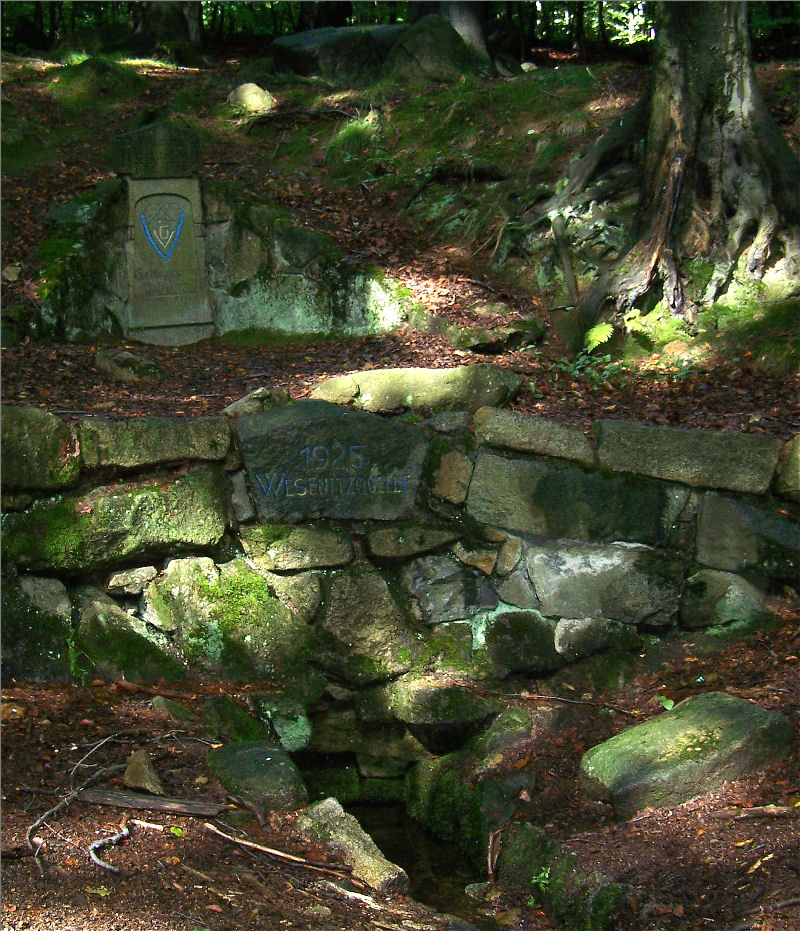
Wesenitzquelle

Die Wesenitz entspringt im Hohwald, einem Teil des Lausitzer Berglands, in 515 m Höhe am Valtenberg aus dem Mundloch des Valentin-Erbstollens, einem alten Bergwerk.
Sie fließt durch Neukirch, Bischofswerda, nahe an Stolpen vorbei und passiert bei Dürrröhrsdorf an der sogenannten Teufelskanzel die Lausitzer Verwerfung, wo sie in den Elbsandstein eintritt. Hier durchfließt sie den Liebethaler Grund. Im Pirnaer Stadtteil Pratzschwitz mündet sie in die Elbe. Die präglaziale Wesenitz hat möglicherweise ihren Lauf in Oberneukirch nach Osten durch die Wilthener Talwanne in die Spree gehabt, Moränen und Schottermassen am Nordfuß des Dahrener Berges sorgten demnach für den heutigen Verlauf nach Westen.
Die Wesenitz gehört mit einer Länge von 83,6 Kilometern zu den längeren rechten Nebenflüssen der Elbe.

## Geschichte
Die Wesenitz bildete seit dem Pleistozän auf dem Gebiet des heutigen Bischofswerda einen Bogen mit sumpfigem Umland. Diese natürliche Grenzlinie begünstigte die Gründung und Verteidigung der Stadt am nördlichen Ufer der Wesenitz.
Zwischen dem 8. und 12. Jahrhundert verlief von Bischofswerda über Stolpen bis Pratzschwitz im Tal der Wesenitz ein bedeutender Verbindungsweg zwischen den slawischen Stämmen der Milzener in der Oberlausitz und den Nisanern im Elbtal. In der Oberlausitzer Grenzurkunde wurde der Fluss 1241 mehrfach als Wazowniza genannt.
Vom 15. bis in die Mitte des 19. Jahrhunderts wurde im Einzugsgebiet der Wesenitz nach Gold gewaschen. Besonders intensiv bemühten sich Einheimische, aber wiederholt auch Walen, im Quellgebiet, an mehreren Zuflüssen wie in Goldbach und in Großdrebnitz sowie unmittelbar an der Wesenitz zwischen Schmiedefeld und Rennersdorf. Die Ausbeute war jedoch gering.
Im August 2002 führte die Wesenitz wie viele Flüsse Sachsens ein verheerendes Hochwasser.

## Ausflugsziele

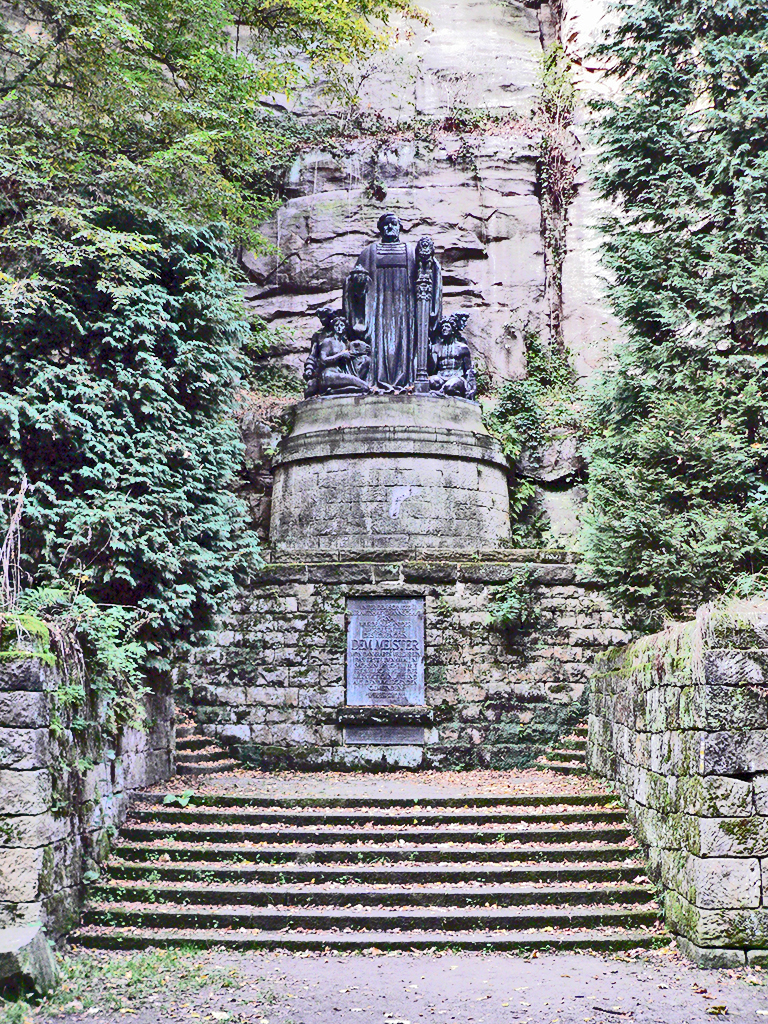
Richard-Wagner-Denkmal im Liebethaler Grund

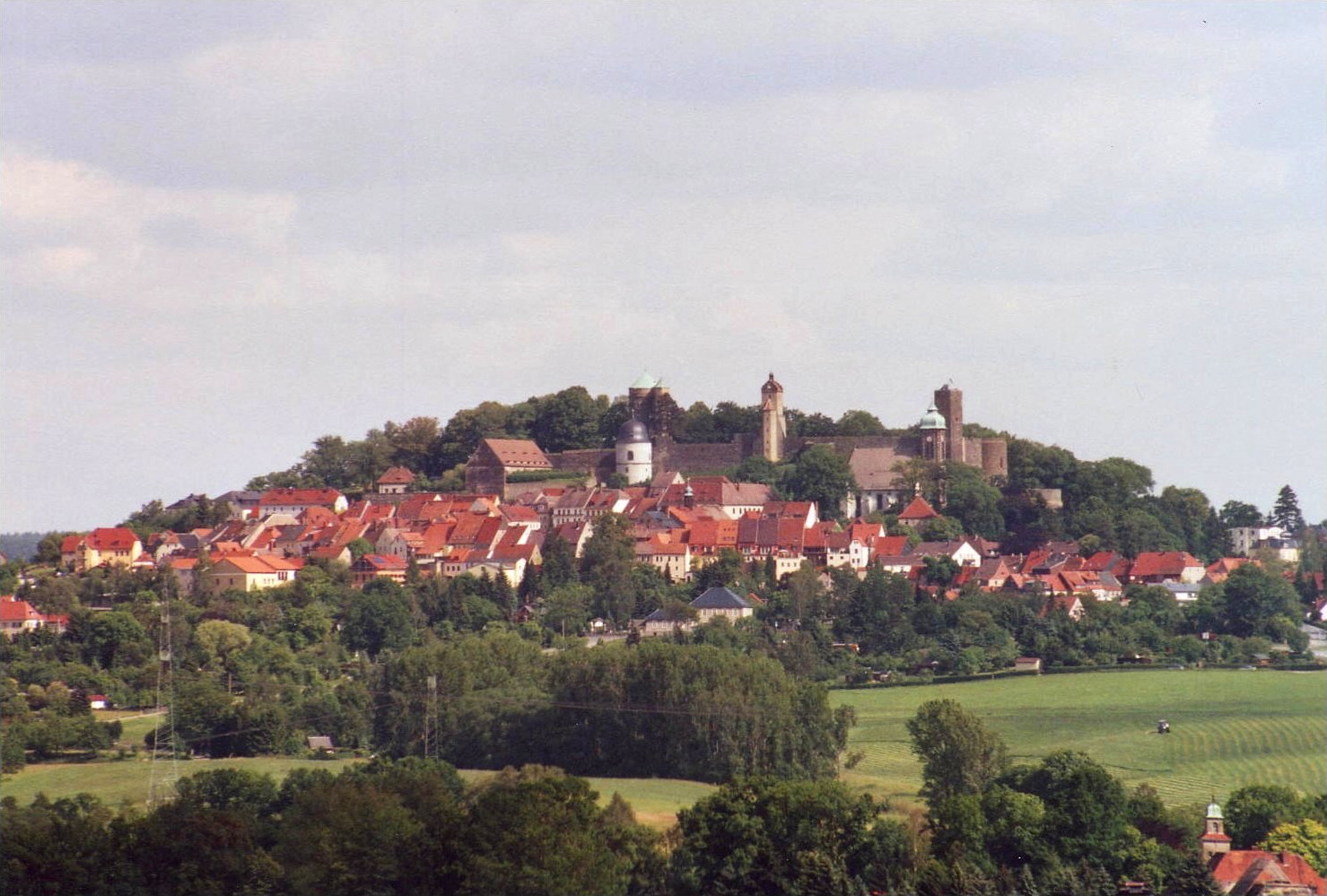
Blick zur nahe gelegenen Burg Stolpen

Die viel besuchte Burg Stolpen wurde im Jahr 1222 erstmals urkundlich erwähnt. Sie war ursprünglich im Besitz der Bischöfe von Meißen und ging 1559 unter Kurfürst August in das Eigentum des Kurfürstentums Sachsen über. Die Burg erlangte Berühmtheit, weil hier von 1716 bis 1765 die einstige Mätresse Augusts des Starken (Kurfürst von Sachsen 1696–1733), Anna Constantia Gräfin von Cosel, gefangen gehalten wurde.
Weitere bekannte Ausflugsziele am Fluss sind der Schlosspark in Großharthau, die Schöne Höhe bei Dürrröhrsdorf-Dittersbach, die Wesenitzklamm bei Lohmen und das größte Richard-Wagner-Denkmal der Welt von Richard Guhr an der ehemaligen Lochmühle. Sehenswert sind auch die alten Wasserkraftanlagen zwischen Lochmühle und Liebethal.
Der Liebethaler Grund ist das enge, tief eingeschnittene Tal der Wesenitz in der Nähe von Liebethal bei Pirna. Durch das Tal führt ein beliebter Wanderweg, und es wird als das „Eingangstor zur Sächsischen Schweiz“ (auf der klassischen Route) bezeichnet.

## Wasserkraftnutzung

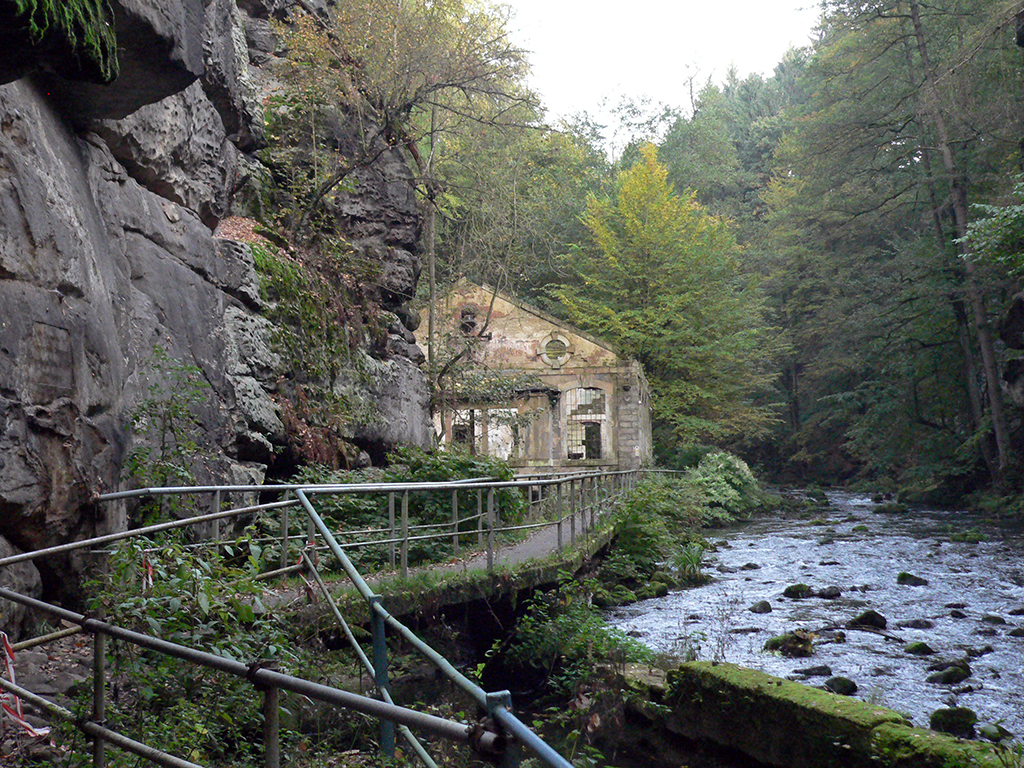
Copitzer Elektrizitätswerk im Liebethaler Grund

Früher trieben die Wesenitz und ihre Zuflüsse mehr als 100 Mühlen an. Bruno Steglich gibt 1895 in Die Fischwässer im Königreiche Sachsen für die Wesenitz allein 63 die Wasserkraft nutzende Anlagen an, davon insgesamt 44 Mühlen.
Heute existieren entlang des Flusses auf dem Gebiet des Altkreises Sächsische Schweiz noch fünf Wasserkraftanlagen. Eine davon wird von der Gemeinde Lohmen in der ehemaligen Daubemühle im Liebethaler Grund mit zwei Francis-Turbinen betrieben.
Ehemalige Mühlen waren unter anderem
- Wesenitzmühle Steinigtwolmsdorf
- Kunathmühle Ringenhain
- Grundmann-Mühle Ringenhain
- Buschmühle Neukirch
- Sägewerk Hensel Neukirch
- Angermühle Neukirch
- Mittelmühle Neukirch
- Knochenmühle (auch Knochenstampfe) Neukirch
- Brettmühle Oberputzkau[13]
- Hartmannmühle (Obermühle) Putzkau[14]
- Mittelmühle Putzkau[15]
- Niedermühle Putzkau[16]
- Fischermühle Bischofswerda
- Walkmühle Bischofswerda
- Mahlmühle Goldbach
- Bühlauer Mühle
- Scheibenmühle Schmiedefeld
- Buschmühle bei Lauterbach
- Stadtmühle Stolpen
- Brettmühle Stolpen
- Neumühle Stolpen
- Obere Mühle Helmsdorf
- Niedermühle Helmsdorf
- Buschmühle Niederhelmsdorf
- Geipelmühle Dittersbach
- Papiermühle Dittersbach
- Rothe Mühle oder Merlinmühle Dürrröhrsdorf
- Dittersbacher Hofemühle
- Elbersdorfer Mühle Elbersdorf
- Porschendorfer Mühle Porschendorf
- Winkelmühle Porschendorf
- Wauermühle (oder Hintermühle) Lohmen
- Walzenmühle (Hammermühle) Lohmen (Kraftwerk)
- Daubemühle Daube (Kraftwerk)
- Lochmühle Mühlsdorf
- Liebethaler Mühle Liebethal
- Grundmühle Jessen
- Dietzmühle Jessen
- Brückmühle Copitz
- Neumühle Copitz
- Pratzschwitzer Mühle Pratzschwitz

## Fischfauna

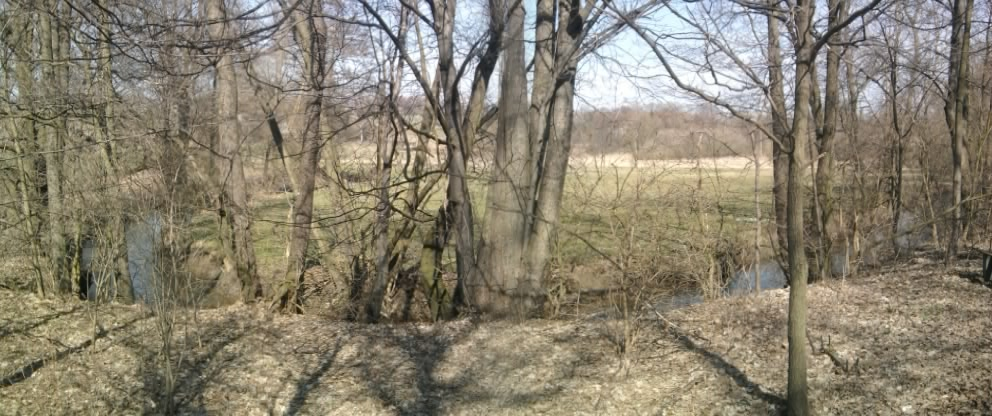
Mäanderlauf im Westen von Bischofswerda

Aufgrund ihrer hydrologischen und strukturell-morphologischen Eigenschaften mit einer durchschnittlichen Gewässerbreite von 10 m und einem durchschnittlichen Gefälle von 0,53 % sowie der vorhandenen Leit- und
Begleitfischarten wird die heutige Wesenitz im Unterlauf fischereibiologisch der Äschenregion zugeordnet, der Mittel- und Oberlauf der Forellenregion. Dies ist das Resultat verschiedener wasserbaulicher Maßnahmen, sodass eine solche Einteilung für die Vergangenheit abweicht. Z. B. existierten ca. bis ins frühe 20. Jahrhundert im Ober- und Mittellauf eine große Zahl weiterer Mäander, wie sie heute noch unterhalb von Bischofswerda anzutreffen sind. Sie bewirkten ein niedrigeres Gefälle und eine deutlich geringere Fließgeschwindigkeit und damit andere fischfaunistische Bedingungen.
Die Wesenitz unterhalb der Buschmühle in Helmsdorf zählt als Fauna-Flora-Habitat. Begründet wird dies u. a. mit dem Vorkommen von Groppe und Elritze.
Seit 1989 gibt es verstärkte Bemühungen, den historischen Rückgang der Fischfauna nach Anzahl der Arten und Individuen wegen industriell bedingter Umweltverschmutzung rückgängig zu machen. Laut Bruno Steglich leiteten 1895 22 Industrieanlagen ihre Abwässer in den Fluss, der von Ringenhain bis Oberputzkau fischleer war. 1994 wurde ein Projekt zur Wiedereinbürgerung des Lachses gestartet. Er war 100 Jahre zuvor völlig verschwunden.

## Fischerei

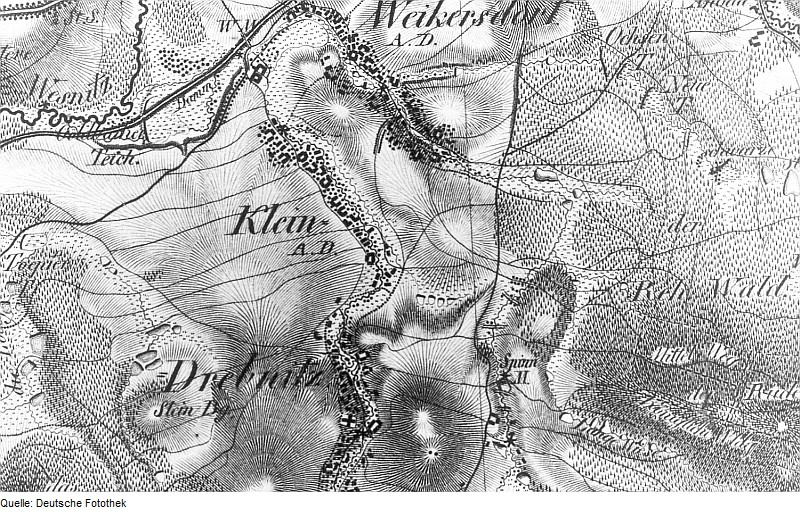
Historische Teichwirtschaft an der Wesenitz

Neben der sogenannten Wilden Fischerei in der Wesenitz betrieben die Meißener Bischöfe bis 1559 und nach der Übereignung zeitweise die sächsischen Kurfürsten in zwei angestauten Flussabschnitten Karpfenproduktion.
Beginnend 1476 mit dem Amtsantritt von Johann V. von Weißenbach wurde zwischen Goldbach und Kleindrebnitz der Goldbacher Teich und in Bischofswerda bis 1494 der Bischofswerdaer Teich je auf eine Fläche von etwa 20 ha angestaut. Um 1815 erfolgte aus ökonomischen und technischen Gründen (Verlandung, Dammschäden) die Stilllegung dieser beiden Teichwirtschaften.
Entsprechend dem Fischbestand beherbergte die Wesenitz in der Vergangenheit eine beträchtliche Anzahl der bei Fischern verhassten Fischotter. Sie wurden durch organisierte Bekämpfung bis 1920 praktisch ausgerottet. Im Jahre 1969 konnte bei Großharthau erstmals wieder ein Nachweis erbracht werden. Seit dieser Zeit wurde die Wesenitz vom Gewässersystem der Schwarzen Elster aus langsam wiederbesiedelt. Erkennbar wird dies z. B. an einer Vielzahl von verkehrstoten Fischottern im Bereich der B6. Die betreffenden Landwechsel befinden sich westlich von Großharthau und östlich von Bischofswerda. Der Fischotter steht heute unter Naturschutz.

## Weitere Bilder

Beschreibung der Wesenitzquelle
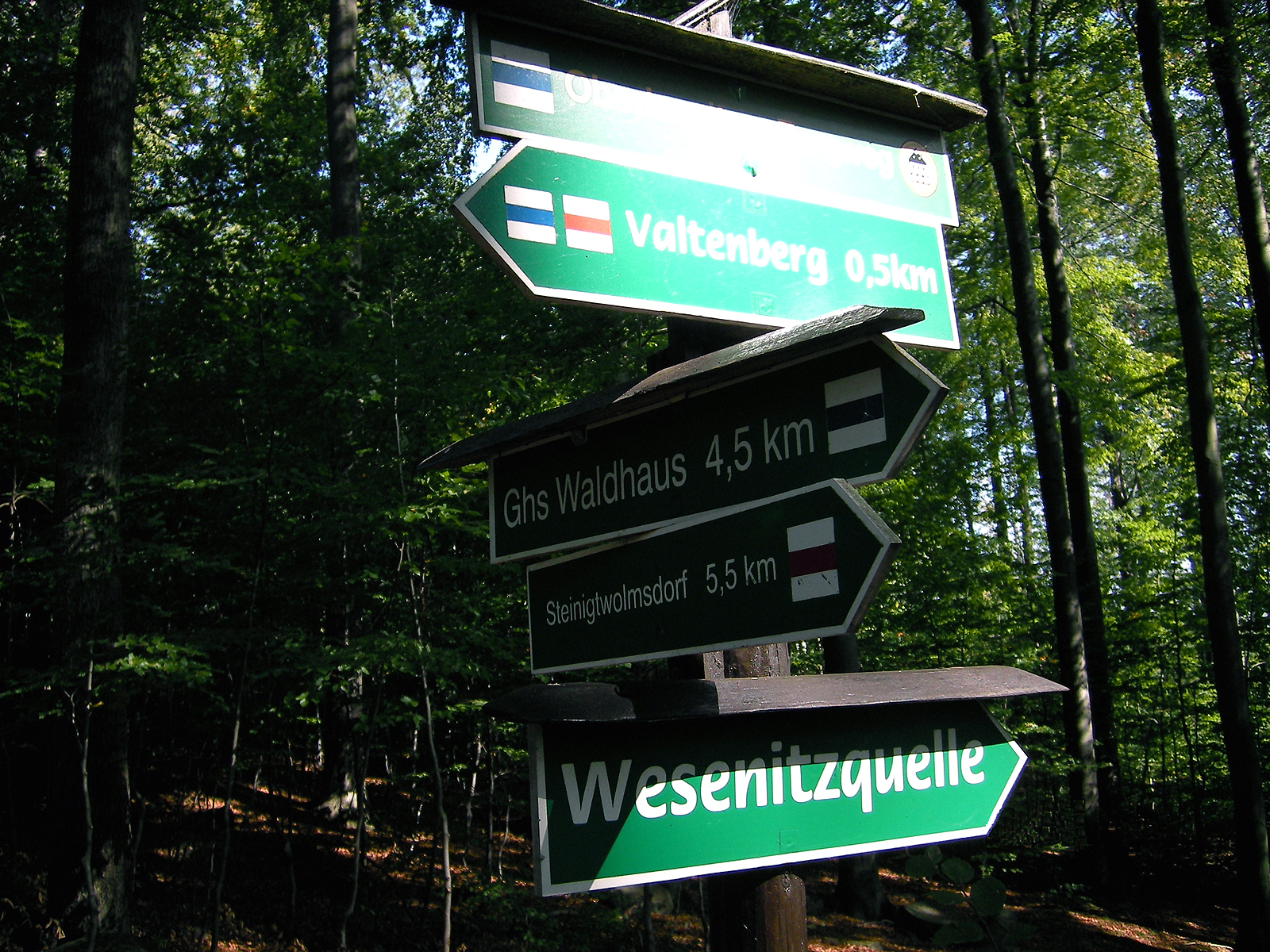
Hinweistafel zur Wesenitzquelle
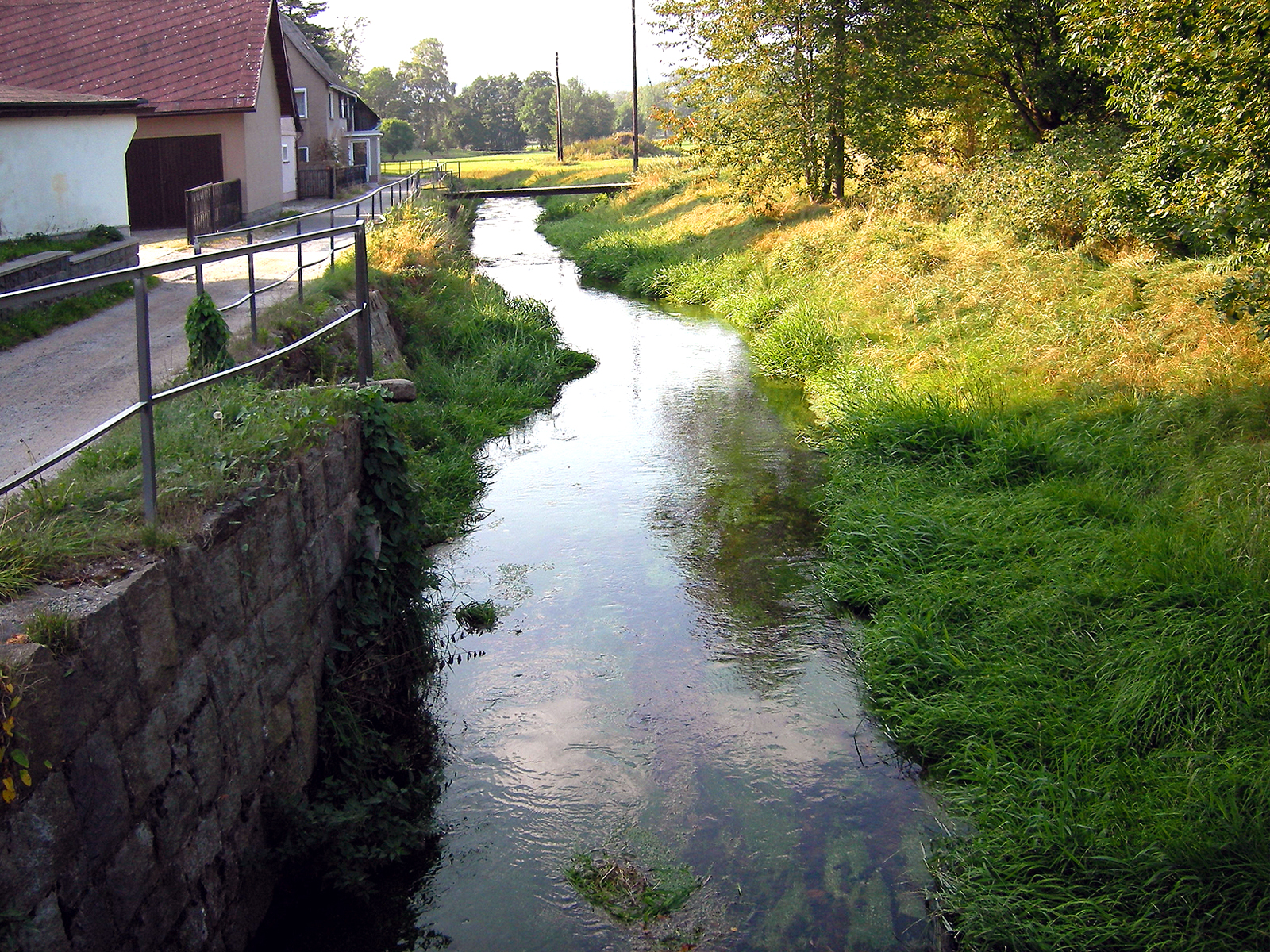
Die Wesenitz bei Neukirch/Lausitz
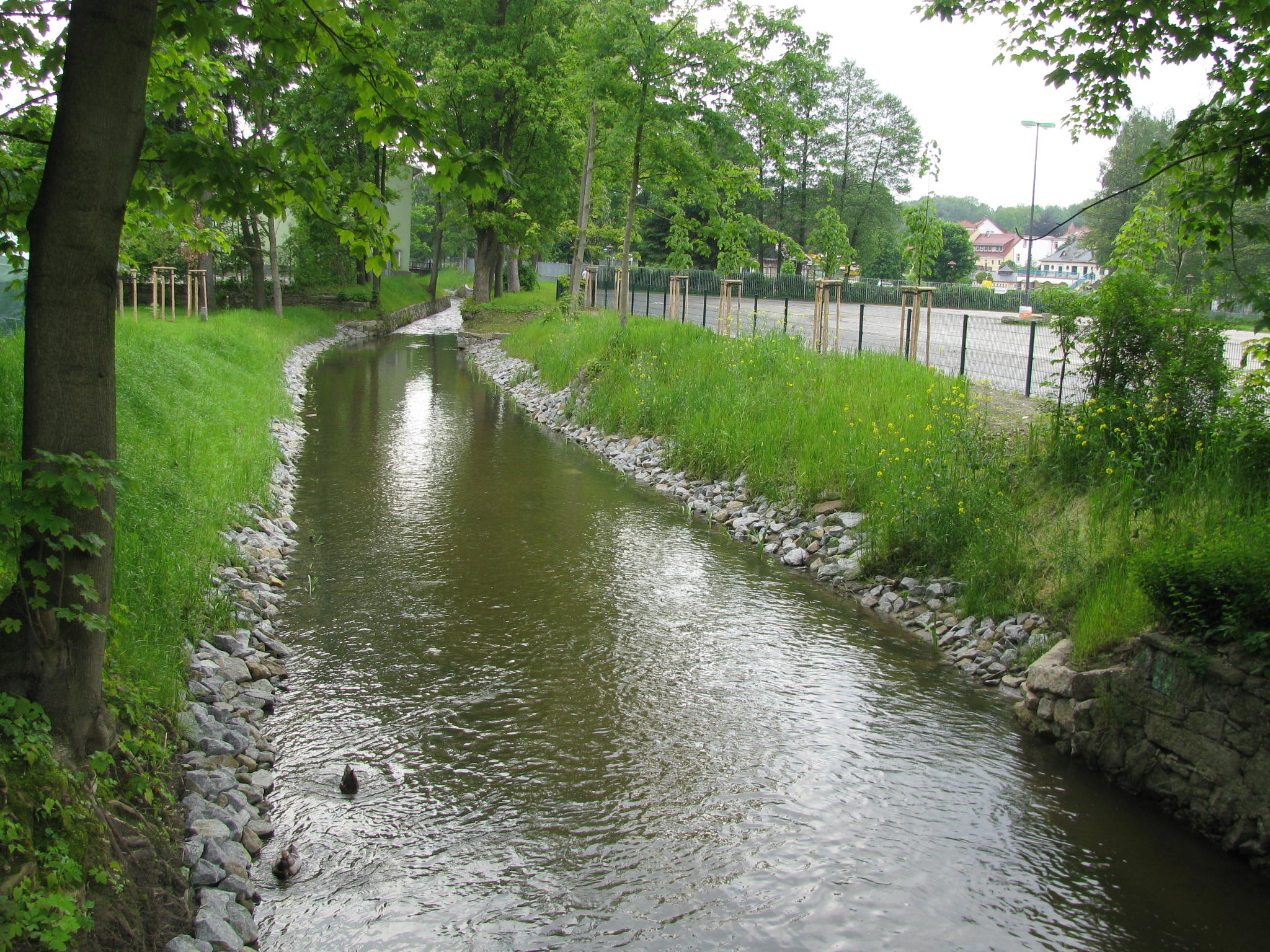
Die Wesenitz in Bischofswerda
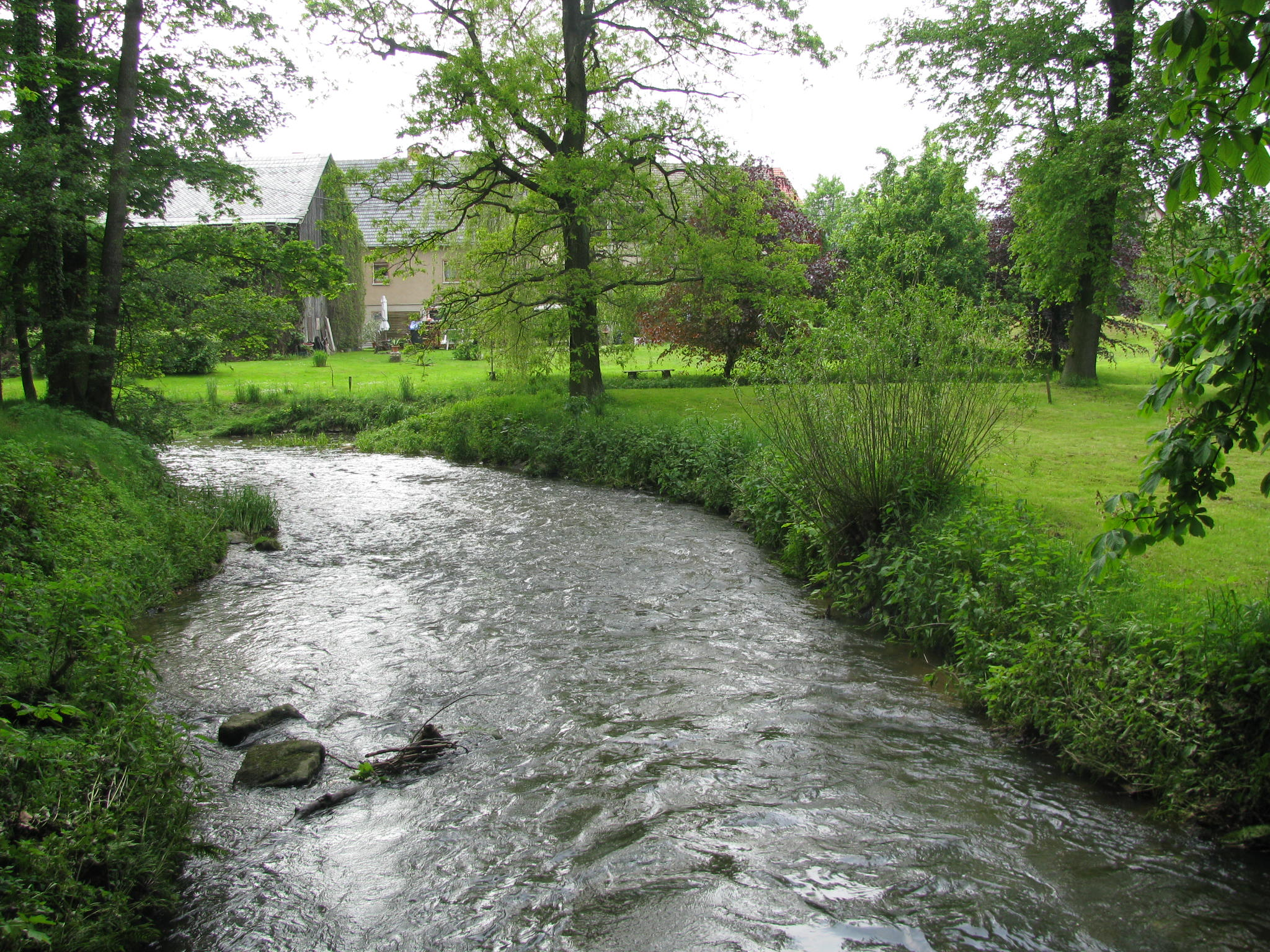
Die Wesenitz in Großharthau mit Einmündung der Gruna
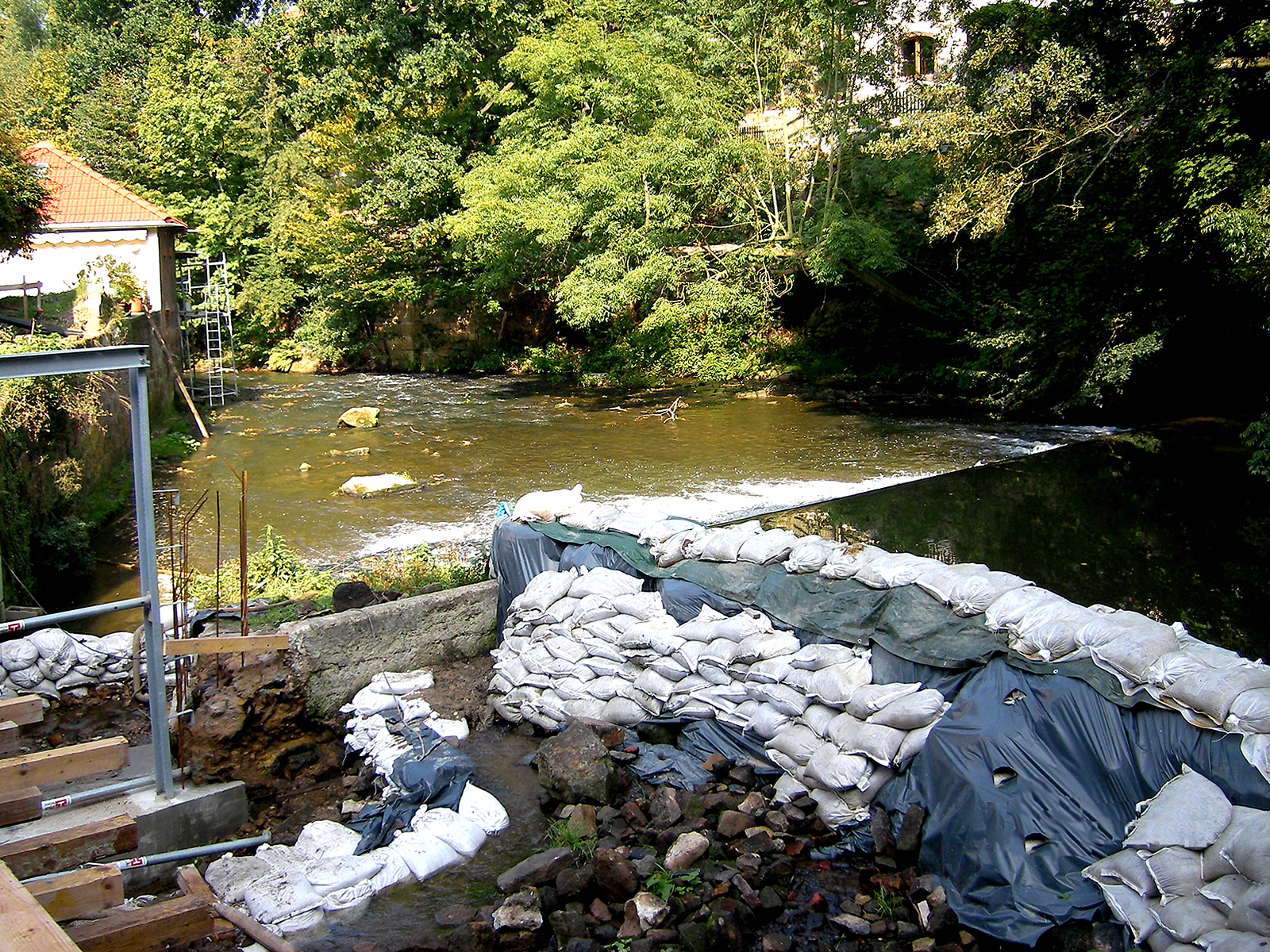
Die Wesenitz bei Lohmen
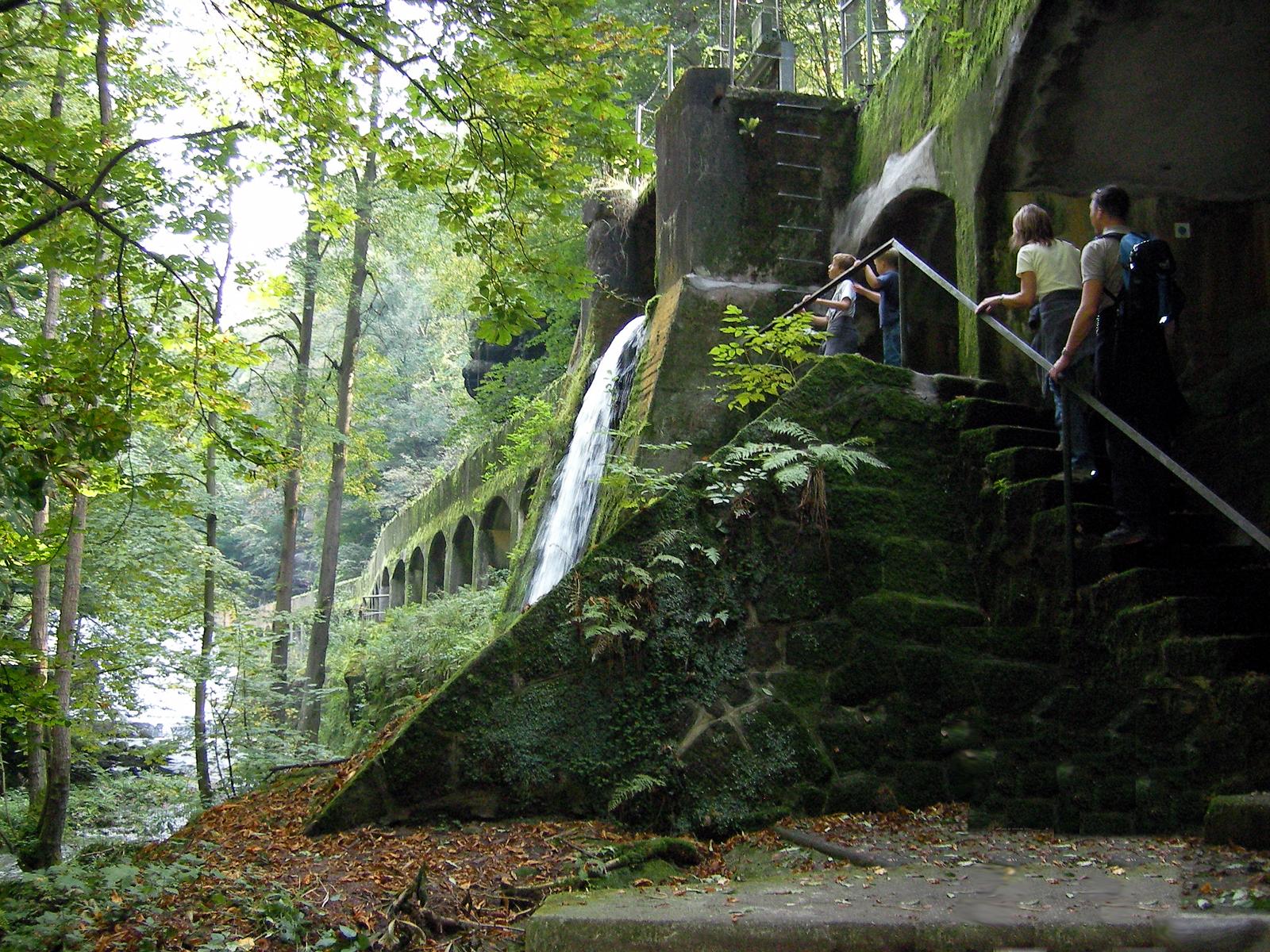
Technisches Denkmal Wasserkraftwerk Niezelgrund an der Wesenitz
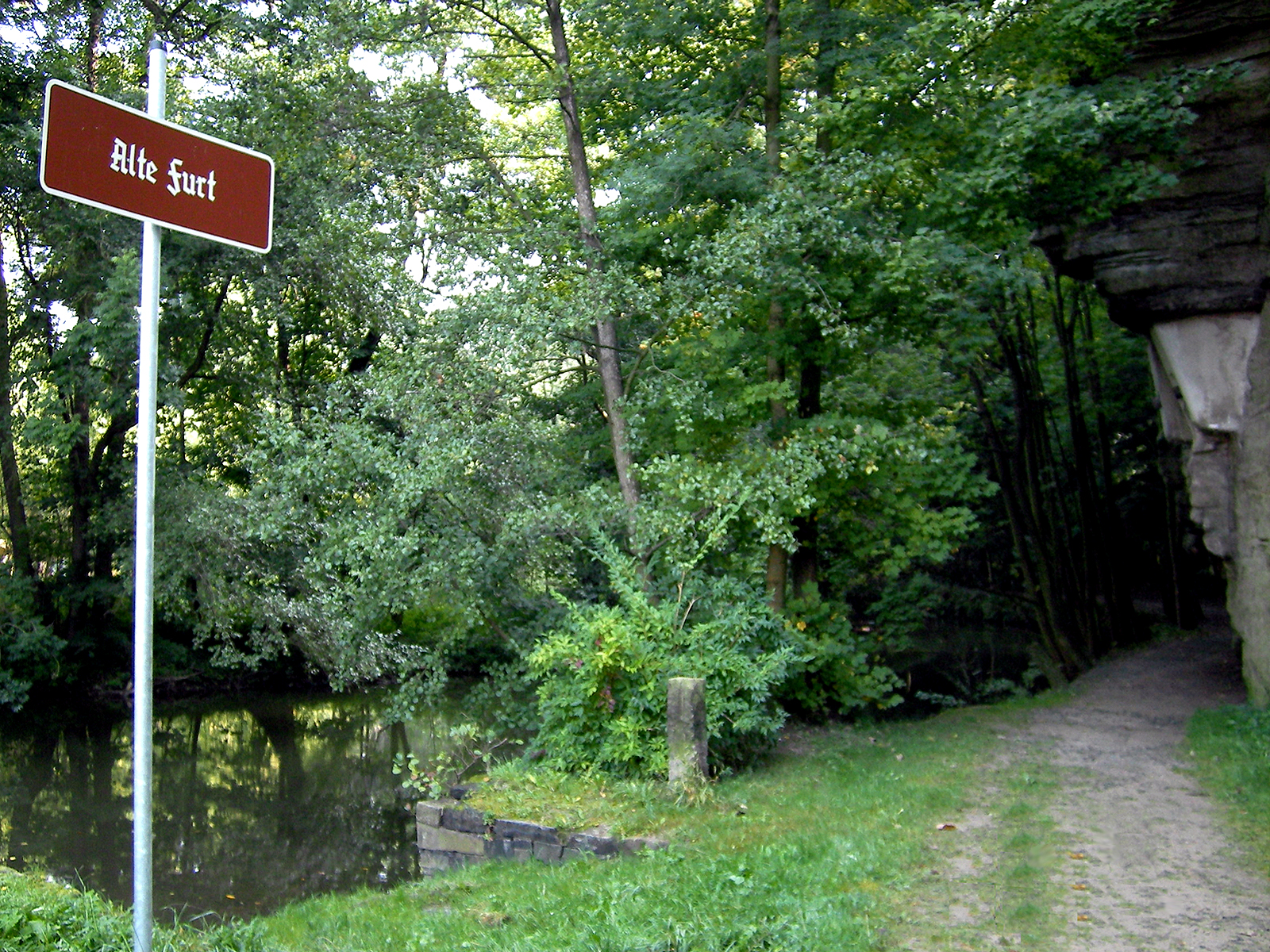
An der Wesenitz unterhalb des Schlosses in Lohmen